# The Art of Dying
The Art of Dying è il quarto album della band thrash metal californiana Death Angel, uscito nel 2004.

## Tracce
1. Intro / Thrown to the Wolves – 7:26
2. 5 Steps of Freedom – 4:45
3. Thicker Than Blood – 3:43
4. The Devil Incarnate – 6:05
5. Famine – 4:30
6. Prophecy – 5:09
7. No – 3:23
8. Spirit – 6:23
9. Land of Blood – 3:37
10. Never Me – 5:16
11. Word to the Wise – 4:56

## Esecutori
- Mark Osegueda - voce
- Ted Aguilar - chitarra
- Rob Cavestany - chitarra
- Dennis Pepa - basso, voce
- Andy Galeon - batteria